# Giuseppe Grignani
Giuseppe Grignani (Siziano, 1º febbraio 1810 – Pavia, 27 aprile 1896) è stato un presbitero italiano.

## Biografia
Dopo aver frequentato il Seminario vescovile di Pavia, fu ordinato sacerdote nel 1837.
Fu protagonista, insieme ai sacerdoti pavesi Alfonso Tenca, Giuseppe Parona e Luigi Acquaroni, della corrente macolatista pavese che rifiutava il nuovo dogma dell'Immacolata Concezione proclamato da Pio IX con la bolla pontificia Ineffabilis Deus dell'8 dicembre 1854.
Non avendo voluto sottomettersi all'autorità ecclesiastica, nel 1855 fu sospeso a divinis e poi ottenne la scomunica vitandi, nel luglio 1857.
Nel 1874 non volle accettare neppure il dogma proclamato nel 1870 da Pio IX sull'infallibilità papale e l'anno seguente fu scomunicato una seconda volta.
Morì a Pavia, lasciando facoltà al suo esecutore testamentario di gestire la sua biblioteca privata: negli anni Trenta essa è stata acquisita dall'Università di Pavia dove è tuttora conservata come Fondo Giuseppe Grignani.

## Il fondo librario
Il fondo Giuseppe Grignani è conservato presso la Biblioteca di studi umanistici dell'Università di Pavia. Comprende circa 450 volumi monografici a stampa di patristica e teologia, tra cui circa 330 pubblicati prima del 1830, e un fondo d'archivio di documenti, opuscoli e manoscritti sia legati in volume che sciolti, raccolto in 17 faldoni.
Nel suo testamento olografo, redatto il 29 maggio 1894, Grignani affidò i libri ed i manoscritti con le quattro scansie che li contenevano all'amico Giovanni Fraschini, suo esecutore testamentario lasciando piena facoltà ai sacerdoti milanesi Giuseppe e Pietro Garzoli di selezionare materiale di loro interesse.
Non è chiaro quanto del materiale appartenuto alla biblioteca e all'archivio personale di Grignani sia andato disperso, ma una parte cospicua delle sue carte, attraverso vari passaggi, grazie all'interesse di Plinio Fraccaro negli anni Trenta fu acquisita dalla Biblioteca della Facoltà di lettere e filosofia: si tratta di documenti relativi alle vicende del macolatismo pavese negli anni 1855-1883, ampiamente dibattute anche in una serie di lettere private spesso indirizzate ad altri macolatisti, sia italiani che stranieri; copie e minute di opere pubblicate o rimaste inedite; resoconti di riunioni; recensioni e pubblicazioni a favore o contro la definizione del dogma dell'Immacolata Concezione; una rassegna stampa 1842-1882 che raccoglie notizie, documenti ufficiali, riferimenti ad eventi politici contemporanei in parte legati alla fine del potere temporale dei Papi.
In particolare il fondo conserva copia manoscritta della protesta inoltrata il 12 febbraio 1855 all'allora vescovo di Pavia monsignor Angelo Ramazzotti dai quattro sacerdoti macolatisti pavesi contro la proclamazione del dogma, le bozze manoscritte del volume di Grignani Risposta all'orazione di mons. Lucido Parocchi vescovo di Pavia, pubblicato a Pavia nel 1874, e la copia a stampa della lettera pastorale con cui Lucido Parocchi aveva condannato il libro del Grignani e scomunicato il sacerdote.
Piero Cozzi nel 1978 compilò un regesto dattiloscritto dell'archivio tuttora conservato presso la Biblioteca di Studi Umanistici Francesco Petrarca.
Negli stessi anni Trenta i volumi a stampa confluirono nella dotazione libraria dell'allora Dipartimento di scienze dell'antichità: si tratta di opere classiche della letteratura latina, volumi per l'istruzione catechistica, opere per l'approfondimento dello studio della Bibbia con particolare riferimento alle questioni dogmatiche, lezioni di etica e filosofia naturale, volumi di storia antica, storia del Cristianesimo e delle Chiese protestanti, per lo più scritti in italiano, francese e latino.
L'acquisizione inventariale del Fondo fu però rimandata alla fine degli anni Settanta e solo nel 2015 si è conclusa la sua catalogazione informatica.